# Финал чемпионата НФЛ 1947
Финал чемпионата Национальной футбольной лиги сезона 1947 года состоялся 28 декабря 1947 года на поле стадиона «Комиски Парк» в Чикаго. Игру посетило 30 759 зрителей. 
Соперниками по финалу стали «Чикаго Кардиналс» и «Филадельфия Иглз», победители Западного и Восточного дивизионов соответственно. Победу со счётом 28:21 одержали «Кардиналс», по два тачдауна занесли Чарли Триппи и Элмер Энгсман. В составе «Иглз» отличился квотербек Томми Томпсон, установивший рекорд финальных матчей по количеству реализованных пасовых попыток и набранных ярдов.

## Сезон
Второй послевоенный сезон прошёл для НФЛ в условиях конкуренции с успешно дебютировавшей годом ранее Всеамериканской футбольной конференцией. Продолжительность регулярного чемпионата увеличилась на одну игру и составила двенадцать матчей. Средняя посещаемость игр лиги немного сократилась по сравнению с предыдущим годом и составила 30 624 зрителя. С точки зрения спортивных результатов 1947 стал годом рекордов. Были обновлены высшие достижения по числу набранных очков, общему количеству ярдов, пасовых ярдов и ярдов на выносе. 
В Западном дивизионе основная борьба за выход в финал развернулась между двумя командами из Чикаго: «Беарс» и «Кардиналс». «Пэкерс» и «Рэмс», выигрывавшие чемпионат в 1944 и 1945 годах соответственно, сдали позиции, хотя и нанесли несколько поражений лидерам. Решающая игра в борьбе за победу в дивизионе состоялась 14 декабря: на поле стадиона «Ригли Филд» сыграли «Беарс» и «Кардиналс». Нападение более опытных Беарс существенно опередило соперника по количеству набранных ярдов (507 против 329), но многочисленные нарушения и потери нивелировали эту разницу. К перерыву «Кардиналс» вели 27:7, закончилась играл со счётом 30:21. 
На Востоке неожиданностью стал провал действующего победителя дивизиона «Нью-Йорк Джайентс», финишировавших последними с двумя победами, двумя ничьими и восемью поражениями. По итогам регулярного чемпионата первенство здесь разделили «Филадельфия Иглз» и «Питтсбург Стилерз». Для определения финалиста потребовался дополнительный матч плей-офф, который состоялся 21 декабря. В нём доминировала защита «Иглз», позволившая сопернику набрать всего семь первых даунов и лишь 154 ярда. В результате «Стилерз» уступили со счётом 0:21. 

### Путь к финалу

#### Чикаго Кардиналс
Игроки «Кардиналс» посвятили сезон памяти Чарльза Бидвилла, владельца клуба, скончавшегося в апреле 1947 года. Газета The Pittsburgh Press отдельно отметила его вклад в формирование чемпионского состава команды. Главной ударной силой команды стал её бэкфилд в составе Пэта Хардера, Пола Крайстмана, Элмера Энгсмана и Чарли Триппи. Во многом благодаря их усилиям «Кардиналс» провели свой лучший с 1925 года сезон.

## Ход игры
Игроки «Кардиналс» сделали ставку на выносную игру по центру, так как «Иглз» играли в защите по схеме 5—2—4 без центрального лайнбекера. Их план сработал уже в первой четверти, когда Чарли Триппи прорвал центр линии защиты и занёс 44-ярдовый тачдаун. Во второй четверти похожий розыгрыш закончился выносным тачдауном Элмера Энгсмана на 70 ярдов. Только на последней минуте первой половины матча «Филадельфия» смогла набрать первые очки: 53-ярдов пасовый тачдаун сделали Томми Томпсон и Пэт Макхью. Во второй части соперники обменивались результативными атаками и «Кардиналс» смогли сохранить своё преимущество. Триппи и Энгсман записали на свой счёт ещё по одному тачдауну.
Корреспондент The Pittsburgh Press Лес Бидерман отмечал, что за исключением дуэта Триппи и Энгсмана выносное нападение победителей разочаровало, а когда квотербек Пол Крайстман пытался играть в пас, то всё выглядело ещё хуже. Квотербек «Иглз» Томми Томпсон, напротив, был главной угрозой в составе своей команды. Его действия помогли «Филадельфии» заработать три тачдауна, а сам он установил рекорд финальных матчей чемпионата НФЛ, реализовав 27 попыток паса из 44 на 297 ярдов. Ещё одним игроком, не оправдавшим ожиданий, был назван бегущий Филадельфии Стив ван Бюрен, в регулярном чемпионате установивший новый рекорд лиги по выносным ярдам. В финале он сделал 18 попыток выноса, набрав только 26 ярдов.
Финальный матч собрал на трибунах 30 759 зрителей, хотя стадион вмещал на 18 000 больше. Общая сумма сборов составила 159 498 долларов, из которых 83 887 долларов были распределены между игроками команд-финалистов. Представители «Кардиналс» получили по 1132 доллара 47 центов, футболистам «Иглз» было выплачено по 754 доллара 98 центов. 

### Индивидуальная статистика
Статистика приведена по данным сайта pro-football-reference.com
| Иглз, пас      | Иглз, пас | Иглз, пас | Иглз, пас | Иглз, пас | Иглз, пас |
| Игрок          | Comp/Att  | Yds       | TD        | INT       | Rate      |
| -------------- | --------- | --------- | --------- | --------- | --------- |
| Томми Томпсон  | 27/44     | 297       | 1         | 3         | 60,5      |
| Иглз, вынос    |           |           |           |           |           |
| Игрок          | Att       | Yds       | TD        | Lng       | Y/A       |
| Джо Муха       | 8         | 31        | 0         | н/д       | 3,87      |
| Стив ван Бюрен | 18        | 26        | 1         | 8         | 1,44      |
| Расс Крафт     | 6         | 8         | 1         | н/д       | 1,33      |
| Томми Томпсон  | 3         | 0         | 0         | н/д       | 0,0       |
| Эрни Стил      | 1         | 0         | 0         | 0         | 0,0       |
| Пэт Макхью     | 1         | -5        | 0         | -5        | -5,0      |
| Иглз, приём    |           |           |           |           |           |
| Игрок          | Rec       | Yds       | TD        | Lng       | Tgt       |
| Джек Ферранте  | 8         | 73        | 0         | н/д       | н/д       |
| Пэт Макхью     | 2         | 55        | 1         | 53        | н/д       |
| Бош Притчард   | 3         | 37        | 0         | н/д       | н/д       |
| Дик Хамберт    | 2         | 30        | 0         | 21        | н/д       |
| Расс Крафт     | 3         | 27        | 0         | н/д       | н/д       |
| Пит Пихос      | 3         | 27        | 0         | н/д       | н/д       |
| Джо Муха       | 2         | 28        | 0         | н/д       | н/д       |
| Расс Крафт     | 3         | 27        | 0         | н/д       | н/д       |
| Нилл Армстронг | 2         | 16        | 0         | н/д       | н/д       |
| Стив ван Бюрен | 2         | 14        | 0         | н/д       | н/д       |

| Кардиналс, пас   | Кардиналс, пас | Кардиналс, пас | Кардиналс, пас | Кардиналс, пас | Кардиналс, пас |
| Игрок            | Comp/Att       | Yds            | TD             | INT            | Rate           |
| ---------------- | -------------- | -------------- | -------------- | -------------- | -------------- |
| Пол Крайстман    | 3/14           | 54             | 0              | 2              | 3,6            |
| Кардиналс, вынос |                |                |                |                |                |
| Игрок            | Att            | Yds            | TD             | Lng            | Y/A            |
| Элмер Энгсман    | 10             | 159            | 2              | 70             | 15,9           |
| Чарли Триппи     | 11             | 84             | 1              | 44             | 7,64           |
| Пэт Хардер       | 10             | 37             | 0              | н/д            | 3,7            |
| Пол Крайстман    | 8              | 2              | 0              | н/д            | 0,25           |
| Кардиналс, приём |                |                |                |                |                |
| Игрок            | Rec            | Yds            | TD             | Lng            | Tgt            |
| Билли Дьюэлл     | 1              | 38             | 0              | 38             | н/д            |
| Чарли Триппи     | 1              | 20             | 0              | 20             | н/д            |
| Элмер Энгсман    | 1              | -4             | 0              | -4             | н/д            |